# 佐賀県議会
佐賀県議会（さがけんぎかい）は、佐賀県に設置されている地方議会である。

## 概要

### 任期
4年。議会が解散されれば、その時点で失職する。

### 定数
37人（2011年の選挙より41人から削減。）

### 選出方法
中選挙区制と小選挙区制を実施。

### 事務局
- 議会事務局[2]
  - 総務課
  - 議事課
  - 政務調査課

## 会派
※2024年（令和6年）1月1日現在
| 会派名           | 議員数 | 女性議員数 | 女性議員の比率(%) |
| ---------------- | ------ | ---------- | ----------------- |
| 自由民主党       | 28     | 2          | 7.14              |
| 県民ネットワーク | 6      | 0          | 0                 |
| 公明党           | 2      | 0          | 0                 |
| 日本共産党       | 1      | 1          | 100               |
| 現員             | 37     | 3          | 8.11              |

## 選挙区
| 選挙区                 | 定数 | 市町村           |
| ---------------------- | ---- | ---------------- |
| 佐賀市選挙区           | 11   | 佐賀市           |
| 唐津市・東松浦郡選挙区 | 6    | 唐津市・東松浦郡 |
| 鳥栖市選挙区           | 3    | 鳥栖市           |
| 多久市選挙区           | 1    | 多久市           |
| 伊万里市選挙区         | 2    | 伊万里市         |
| 武雄市選挙区           | 2    | 武雄市           |
| 鹿島市・藤津郡選挙区   | 2    | 鹿島市・藤津郡   |
| 小城市選挙区           | 2    | 小城市           |
| 嬉野市選挙区           | 1    | 嬉野市           |
| 神埼市・神埼郡選挙区   | 2    | 神埼市・神埼郡   |
| 三養基郡選挙区         | 2    | 三養基郡         |
| 西松浦郡選挙区         | 1    | 西松浦郡         |
| 杵島郡選挙区           | 2    | 杵島郡           |

- 2007年の選挙では定数41であった。現行定数への変更状況は以下の通り。
  - 同年に佐賀市に編入される佐賀郡3町は佐賀郡選挙区を構成し定数2、佐賀市選挙区は当時定数10であった。佐賀郡選挙区は佐賀市選挙区に編入されたが定数は1減。
  - 唐津市・東松浦郡選挙区の定数が1減。
  - 三養基郡選挙区の定数が1減。
  - 伊万里市選挙区の定数が1減。

## 役員・委員会

### 正副議長
- 議長：大場芳博（自由民主党、唐津市・東松浦郡）
- 副議長：西久保弘克（自由民主党、佐賀市）

### 常任委員会
- 総務常任委員会（10人）
- 文教厚生常任委員会（9人）
- 農林水産商工常任委員会（9人）
- 地域交流・県土整備常任委員会（9人）

## 選挙結果
- 2019年佐賀県議会議員選挙
- 2023年佐賀県議会議員選挙

## 主な佐賀県議会議員出身者
衆議院議員（現職）
- 原口一博 - 立憲民主党
- 岩田和親 - 自由民主党

元議員・その他
- 山下徳夫（元・衆議院議員、元議長）
- 小原嘉登次（元議長）
- 岩永浩美（元・参議院議員）